# Laekannu
Laekannu est un village de 98 habitants de la Commune d'Avinurme du Comté de Viru-Est en Estonie.